# MyD88

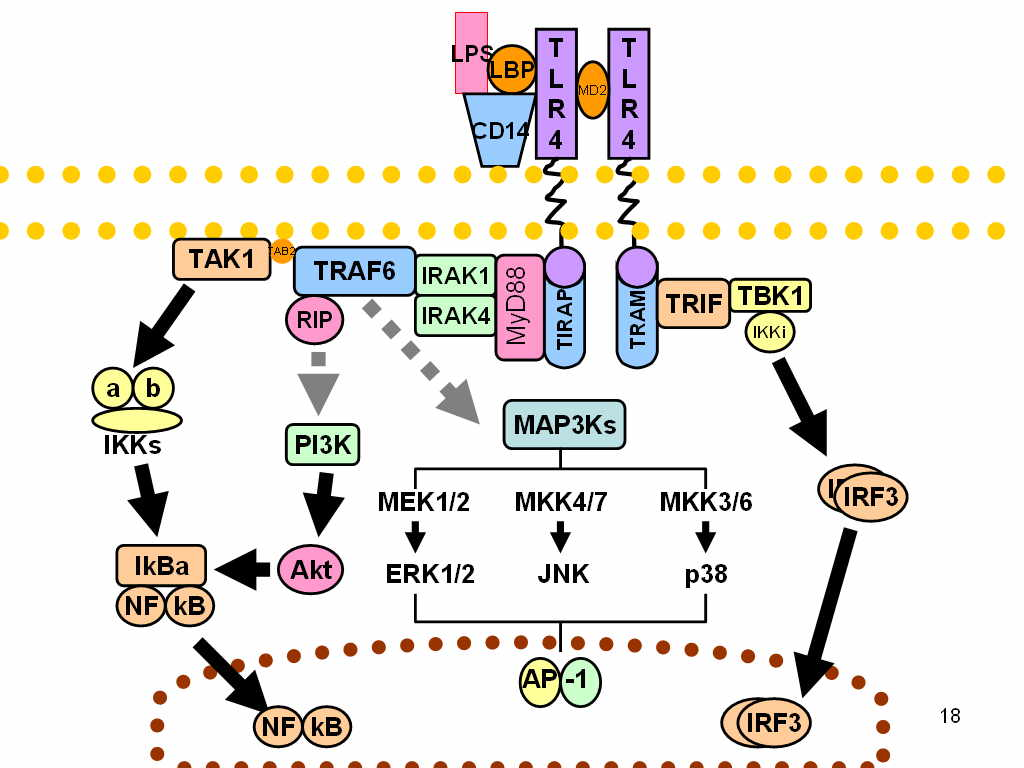
Участие MyD88 в передаче сигнала от рецепторного комплекса CD14/TLR4/MD2

MyD88 (англ. Myeloid differentiation primary response gene (88)) — цитозольный адаптерный белок, один из пяти белков, содержащих домен TIR, участвующих в передаче сигнала от толл-подобных рецепторов (англ. Toll-like receptor, TLR). Открыт в 1990 году. Участвует в функционировании всех толл-подобных рецепторов, за исключением TLR3.

## Структура
MyD88 состоит из 296 аминокислотных остатков, молекулярная масса — 33 кДа. Последняя половина молекулы (C-концевой фрагмент, 150 аминокислотных остатков) имеет большое сходство с цитозольным фрагментом рецептора интерлейкина-1.

## Миддосома
Неотъемлемой частью передачи сигналов толл-подобных рецепторов TLR является самосборка крупных внутриклеточных  гетероолигомерных сигнальных комплексов, состоящих из киназ семейств MyD88 и IRAK (киназа, связанная с рецептором интерлейкина-1) и называемых миддосомами (MyDDosome), которые инициируют ключевые пути передачи сигнала, вызывающие критические воспалительные иммунные реакции. Поэтому ингибиторы, которые влияют на передачу сигналов MyD88 и нарушают сборку миддосом, могут оказаться эффективными лекарствами для лечения различных заболеваний, в том числе различных форм онкологии.

## См.также
- Толл-подобные рецепторы
- TICAM-1
- TRAF6